# Musikjahr 1577
Liste der Musikjahre

◄◄ | ◄ | 1573 | 1574 | 1575 | 1576 | Musikjahr 1577 | 1578 | 1579 | 1580 | 1581 | ► | ►►

Weitere Ereignisse
Dieser Artikel behandelt das Musikjahr 1577.

## Ereignisse

### Heiliges Römisches Reich

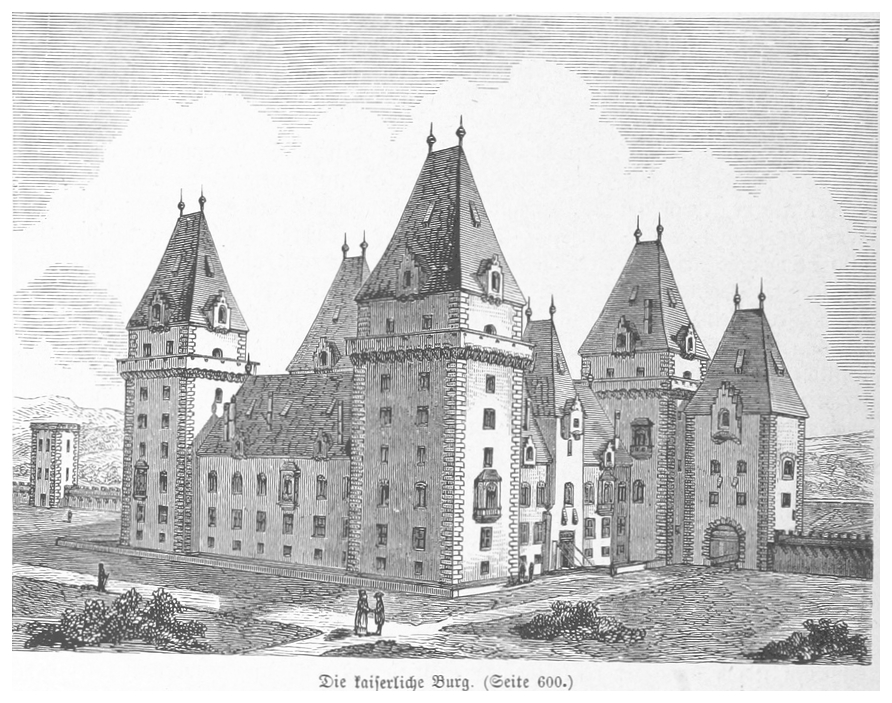
Wiener Hofburg im 16. Jahrhundert

#### Hofkapelle von Rudolf II.
- Carl Luython, der seit 1566 Chorknabe in der Hofkapelle von Kaiser Maximilian II. war und nach Eintreten des Stimmbruchs offenbar bis 1575 zu einem Studienaufenthalt in Italien weilte, wirkt nach seiner Rückkehr nach Wien wieder in der Hofkapelle und wird ab dem 18. Mai 1576 als „Cammer musicus“ mit einem Monatsgehalt von zehn Gulden in den dortigen Akten geführt.
- Jakob Regnart, der seit 1568 für eine etwa zweijährige Studienreise in Italien weilte, ist seit 1. November 1570 Präzeptor (Musiklehrer) der Kapellknaben der Hofkapelle. 1577 veröffentlicht er in Nürnberg seine Motette Aliquot cantiones zu vier Stimmen und Der ander Theyl Kurtzweiliger teutscher Lieder zu drei Stimmen.
- Philippe de Monte ist seit 1568 als Nachfolger von Jacobus Vaet Kapellmeister der Hofkapelle Maximilians II. in Wien. Nach dem Tod von Maximilian II. am 12. Oktober 1576 hat ihm sein Nachfolger Rudolf II. die Position eines Kanonikus an der Kathedrale von Cambrai zuerkannt. Der größte Teil seiner über 250 Motetten erscheint zwischen 1572 und 1600 im Druck.

#### Bayerischer Reichskreis

##### Herzogtum Bayern
- Gregor Aichinger geht 1577 im Knabenalter nach München und wird Schüler von Orlando di Lasso.
- Franciscus Florius hat seit Herbst 1556 in München an der Hofkapelle von Herzog Albrecht V. eine Anstellung als Hofbassist. Neben seiner Tätigkeit als Sänger ist Florius, zusammen mit dem Hofkopisten Johannes Pollet, auch als Notenkopist eingesetzt. Nach dem Ausscheiden Pollets 1571 ist er zum Hauptkopisten aufgestiegen; diese Stellung hat er bis zu seinem Tod 1588 inne.
- Johannes de Fossa ist seit dem letzten Vierteljahr 1559 Vizekapellmeister der Münchner Hofkapelle. In den vorhandenen Dokumenten wird Fossa allerdings weiterhin nur als Tenorist bezeichnet. Seit 1571 hat er die Aufsicht über die Chorknaben der Kapelle und hat ihnen in seinem Haus Kost und Unterkunft zu geben.
- Giovanni Gabrieli ist in den Jahren 1575 bis 1579 Schüler von Orlando di Lasso.
- Antonius Gosswin ist seit 1570 ein Angestellter der Hofkapelle von Wilhelm von Bayern und seit seiner Rückkehr 1576 vom Reichstag in Regensburg Organist an der Kirche St. Peter. Es gibt einen Beleg von 1577 über die Rückzahlung der Unterhaltskosten für die ihm unterstellten Chorknaben.
- Gioseffo Guami, der sich zwischen 1550 und 1560 in Venedig aufgehalten haben und dort Schüler von Adrian Willaert und Annibale Padovano gewesen sein soll, wirkt seit 1568 in München, wo er zum Hoforganisten berufen wird. Guami wirkt hier bis etwa 1579.
- Orlando di Lasso ist seit 1563 Kapellmeister der Münchner Hofkapelle. Zu Orlandos Aufgaben gehören u. a. Reisen durch Europa zur Anwerbung neuer Musiker, die Unterrichtung der Chorknaben, die teilweise sogar in seiner Familie leben, Proben mit den Musikern und die Komposition zahlreicher neuer Werke. 1577 erscheint mit 18 Werken seine umfangreichste Ausgabe von Messen bei Adrian Le Roy und Robert Ballard.

#### Burgundischer Reichskreis

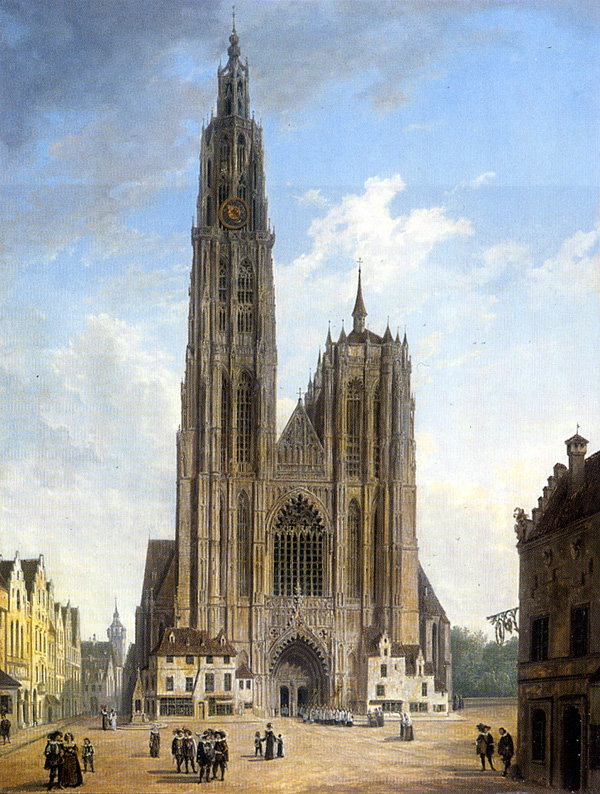
Die Kathedrale zu Antwerpen. Gemälde von Domenico Quaglio, 1820.

##### Markgrafschaft Antwerpen
- Jean de Castro, der bis 1576 in Antwerpen lebte und offenbar zeitweise als musikalischer Berater des Verlegers Pierre Phalèse gewirkt hatte, flüchtet auf dem Weg über Deutschland nach Frankreich, nachdem im November 1576 aufständische spanische Soldaten die Stadt Antwerpen teilweise zerstören. 1577 erscheinen von ihm in Genf 4 Motetten zu drei Stimmen und 8 Motetten zu drei Stimmen.
- Séverin Cornet, der seit 1564 in Mechelen an der St.-Rombouts-Kathedrale tätig war, ist seit 1572 der Nachfolger von Gérard de Turnhout als Kapellmeister der Kathedrale von Antwerpen. Anlässlich des Besuchs von Wilhelm von Oranien in Antwerpen 1577 schreibt Cornet die Musik. In Genf erscheinen von ihm 3 geistliche Kompositionen zu drei Stimmen im Sammelband Second Livre … des pseaumes et cantiques.
- Noé Faignient, der 1561 das Bürgerrecht in Antwerpen erhalten hat, wirkt seitdem hier als Musiklehrer. Das vierte Kind des Komponisten wird am 18. Dezember 1577 zu Lebzeiten des Vaters in der Antwerpener Kathedrale getauft. In einer Unterlage vom 20. Dezember 1578 wird seine zweite Ehefrau Anna Oldenhoff als Witwe bezeichnet; somit ist Faignient zwischen Dezember 1577 und Dezember 1578 verstorben.

##### Herrlichkeit Mechelen
- Jan van Turnhout, der vielleicht der jüngere Bruder von Gérard de Turnhout ist, wird am 9. August 1577 zum Kapellmeister der Stiftskirche Saint-Rombaut in Mecheln ernannt.

##### Herzogtum Brabant
- Jan van Wintelroy, der seit dem 19. Juli 1551 Chorleiter der Marienbruderschaft (niederländisch: Illustre onze liewe vrouwe broederschap) in ’s-Hertogenbosch war und diese Aufgabe über 20 Jahre lang bis zum 30. Juni 1574 ausgeübt hat, ist danach noch weiterhin zuständig für die musikalische Intonation der Kapelle der Bruderschaft. Jan van Wintelroy verstirbt nach 1576.

##### Herzogtum Limburg
- Ludovicus Episcopius kehrt am 18. Oktober 1577 in seine frühere Stellung als Kapellmeister und Kantor an der Kollegiatkirche St. Servatius in Maastricht für knapp fünf Jahre zurück.

##### Grafschaft Flandern
- George de La Hèle, der seit 1572 als Chorleiter an der Kirche St. Rombaut in Mecheln gewirkt hatte, ist in dieser Funktion seit 1574 an die Kathedrale von Tournai tätig.
- Andreas Pevernage, der seit 17. Oktober 1563 Kapellmeister an der Kirche Notre-Dame in Courtrai ist und 1564 zusätzlich eine Pfründe an Sankt Willibrordus in Hulst erhalten hat, übt die Kapellmeisterstelle bis 1577 aus.
- Laurent de Vos, der seit 1566 Musikdirektor und verantwortlicher Leiter der Chorknaben an der KathedraleCambrai war, ist seit 1570 wahrscheinlich Countertenor an der St.-Donatus-Kirche in Brügge und von August 1577 bis September 1578 Chorleiter an St. Martin in Ypern.

##### Grafschaft Holland
- Jan Pieterszoon Sweelinck, der älteste Sohn des Organisten Pieter Swibbertszoon und seiner Frau Elske Jansdochter Sweeling, lebt in Amsterdam und übernimmt nach Aussage von Sweelincks Schüler und Freund Cornelis Plemp im Jahr 1577 im Alter von 14 oder 15 Jahren das Organistenamt an der Oude Kerk. Nach Johann Mattheson ist er „schon in der Jugend, wegen seiner netten Fingerführung auf der Orgel, und überaus artigen Manier zu spielen, sonderlich berühmt“.[1]

#### Fränkischer Reichskreis

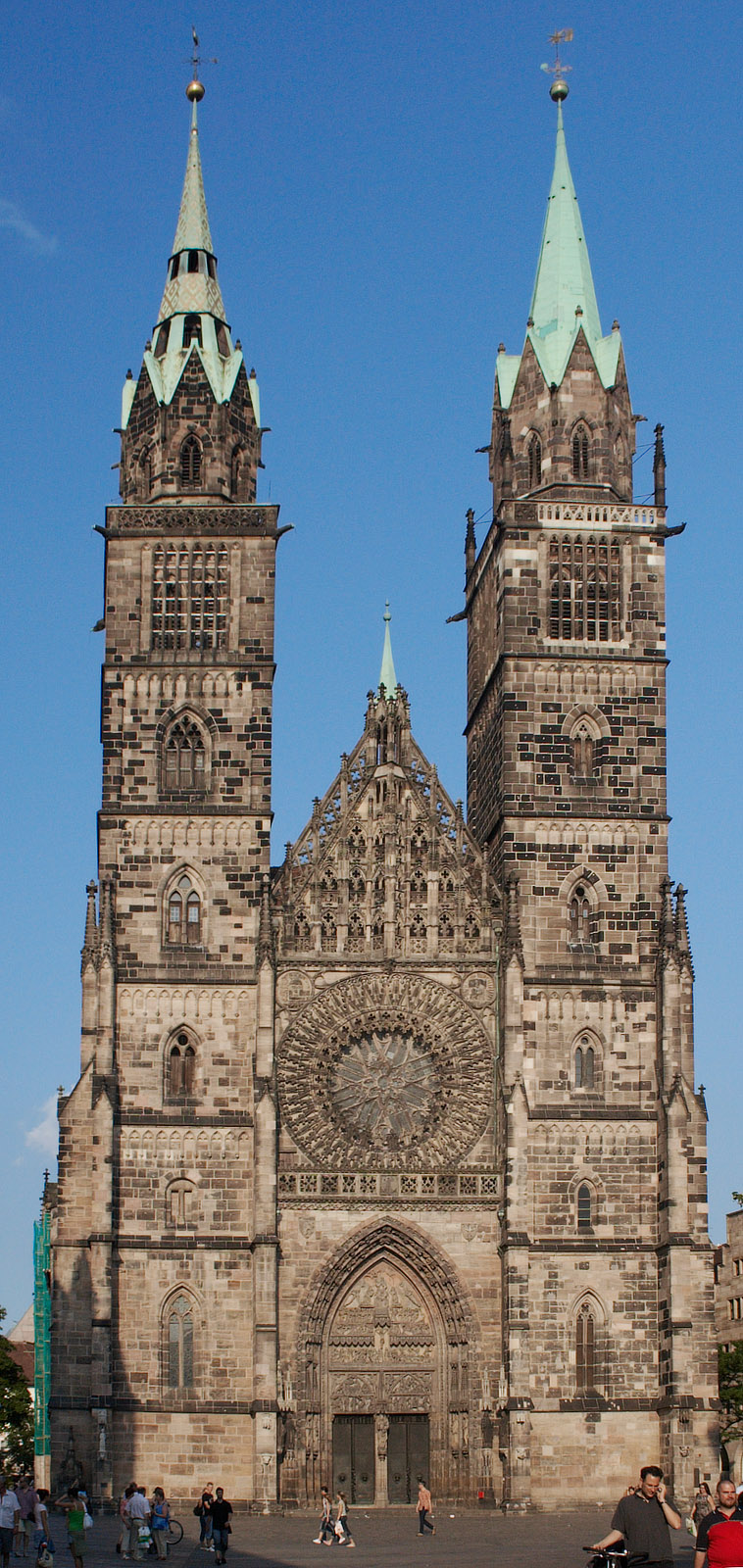
St.-Lorenz-Kirche in Nürnberg, Westfassade

##### Markgraftum Brandenburg-Ansbach
- Teodoro Riccio, der nach seiner Ausbildung als Kirchenmusiker als Kapellmeister der Kirche Santa Nazaro in seiner Heimatstadt Brescia tätig war, erhält 1575 den Ruf zur Übernahme der Stelle des Hofkapellmeisters in Ansbach. 1577 veröffentlicht er in Nürnberg seine Canzone alia Neapolitana.

##### Reichsstadt Nürnberg
- Leonhard Lechner, der bis zirka 1570 als Sängerknabe am bayerischen Hof zu Landshut angestellt war, hält sich spätestens seit 1575 in Nürnberg auf. Hier hat er bis 1584 das untergeordnete Amt eines „Schulgehilfen“ an der St.-Lorenz-Schule inne. Sein Nürnberger Wirken ist durchaus von Anerkennung und Erfolgen begleitet; auch bieten ihm die 1568, 1571 und 1577 gegründeten privaten Zirkel musikliebender Nürnberger Patrizier (Sodalicium musicum) ein finanziell wie künstlerisch lohnendes Betätigungsfeld. 1577 erhält er eine Aufbesserung seines Gehalts (nach dem Ratsprotokoll vom 26. Juli 1577: „Weil Er ein solch gewaltiger Componist und Musicus“). In diesem Jahr veröffentlicht er in Nürnberg Der ander Theyl Neuer Teutscher Lieder […] Nach Art der Welschen Villanellen zu drei Stimmen und Newe Teutsche Lieder zu vier bis fünf Stimmen. Ferner bearbeitet er die 1576 bis 1579 in Nürnberg gedruckte Liedersammlung seines Zeitgenossen Jakob Regnart.

#### Kurrheinischer Reichskreis

##### Kurpfalz
- Bartholomäus Agricola erhält seine musikalische Ausbildung in seiner Heimatstadt Amberg, wo der Komponist Mathias Gastritz als Organist an St. Martin wirkt. Agricolas früheste bekannte Kompositionen stehen in einem Karlsruher Chorbuch von 1575 bis 1585. In den Kirchenratsprotokollen ist am 31. Dezember 1577 vermerkt, dass „Barth. Agricola“ neben elf weiteren Schülern zum Examen für den Übertritt von der städtischen lutherischen Lateinschule in das kurfürstliche calvinistisch geprägte Pädagogium nicht erschienen sei. Möglicherweise sind konfessionellen Streitigkeiten der Grund dafür, dass Agricola auf die Vorteile verzichtet, die die Ausbildung im angesehenen Pädagogium mit sich gebracht hätte.
- Mathias Gastritz, der am 22. Dezember 1561 zum Organisten der Stadt Amberg bestellt wurde, wirkt fast 30 Jahre lang in den Diensten der Stadt.

#### Niederrheinisch-Westfälischer Reichskreis

##### Reichsstadt Aachen
- Johannes Mangon, der von 1562 bis 1570 an der Kirche in Lüttich als Succentor gewirkt hatte und während dieser Zeit möglicherweise schon zeitweise den Domchor in Aachen geleitet hat, ist nachweislich von 1572 bis 1577 Leiter des Aachener Domchores.

##### Vereinigte Herzogtümer Jülich-Kleve-Berg
- Martin Peudargent ist Hofkomponist in den Diensten von Wilhelm V. von Jülich-Kleve-Berg.

#### Niedersächsischer Reichskreis

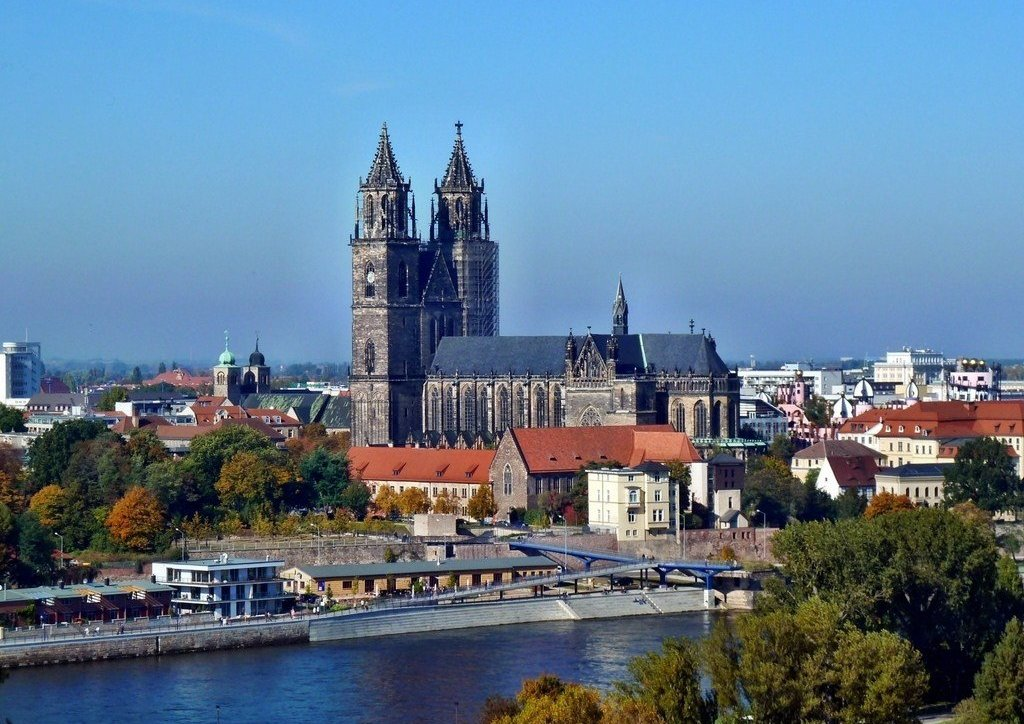
Dom zu Magdeburg St. Mauritius und St. Katharina

##### Erzstift Magdeburg
- Sethus Calvisius, der seit 1569 die Schule in Frankenhausen besucht hatte, geht seit 1572 in Magdeburg zur Schule. Hier erbettelt und erwirbt er sich im Kirchendienst die finanziellen Mittel, um ab 1579 ein Studium aufnehmen zu können.
- Leonhart Schröter, der von 1561 bis 1576 als Stadtkantor in Saalfeld gewirkt hatte, ist seit 1576 Kantor an der Altstädter Lateinschule in Magdeburg, wo er bis zu seiner Emeritierung 1595 verbleibt.

##### Fürstentum Braunschweig-Wolfenbüttel
- Johann Zanger der Ältere, der seit 1553 Pfarrer an der Petrikirche in Braunschweig war, ist seit 1571 Pfarrer an der Martinikirche. 1577 wird er Stellvertreter des Stadtsuperintendenten.

##### Herzogtum Mecklenburg-Schwerin
- Thomas Mancinus, der seit 1573 Nachfolger von Johannes Flamingus als Kapellmeister der heutigen Staatskapelle Schwerin war, ist – berufen durch Herzog Ulrich – seit Februar 1576 Komponist und Kapellmeister in Güstrow.

##### Hamburg
- Jacob Praetorius der Ältere, der wahrscheinlich in seiner Heimatstadt Magdeburg Unterricht von Martin Agricola erhielt, ist von 1555 bis zu seinem Tod 1586 als Organist und Kirchenkomponist an zwei Kirchen in Hamburg< nachweisbar.

#### Obersächsischer Reichskreis

##### Fürstentum Anhalt
- Gallus Dreßler wirkt ab 1575 – nachdem 1574 die Philippisten unter Kurfürst August von Sachsen aus Sachsen vertrieben wurden – als Diakon an der St.-Nikolai-Kirche in Zerbst, in welchem Amt er 1581 verstorben zu sein scheint. 1577 erfolgt in Magdeburg eine Wiederveröffentlichung seiner Cantiones sacrae 4, 5 et plurium vocum.

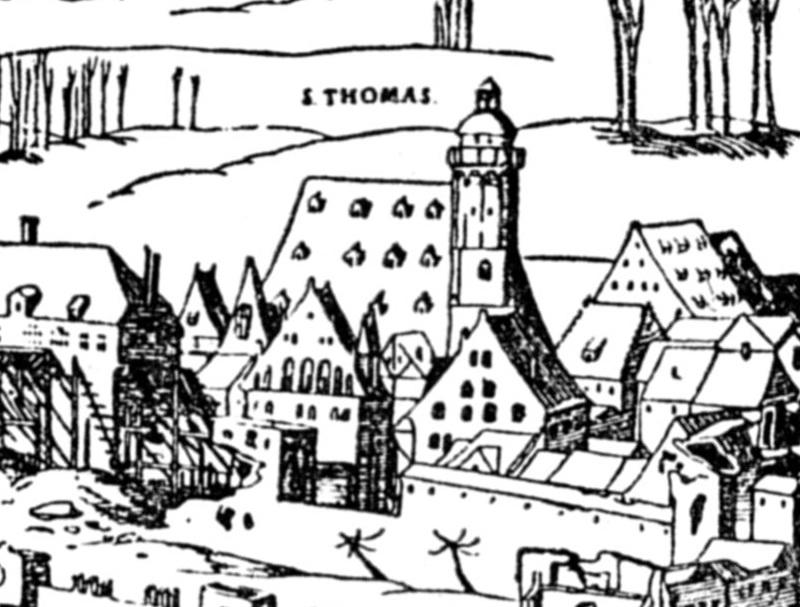
Thomaskirche in Leipzig (1547)

##### Kurfürstentum Sachsen
- Elias Nikolaus Ammerbach, der von 1548 bis 1549 an der Universität Leipzig studiert hatte, wirkt danach, vermutlich bis an sein Lebensende 1597, als Thomasorganist an der Thomaskirche.
- Joachim a Burck, der ab 1563 Kantor an der Lateinschule in Mühlhausen war, ist seit 1566 Organist an der Kirche Divi Blasii in Mühlhausen. Daneben ist er als Geschichtsschreiber und öffentlicher Notar tätig.
- Wolfgang Figulus ist von 1551 bis zu seiner Pensionierung 1588 Kantor und Lehrer an der Fürstenschule in Meißen. Er unterrichtet die Fächer Musik, Latein und Religion und sorgt für die musikalische Gestaltung der Gottesdienste in der Afrakirche. Seine Frau und drei Söhne sowie drei Töchter sterben im Winter 1576/77 an der Pest.
- Johannes Flamingus, der seit 1571 als Nachfolger von David Köler Hofkapellmeister und Leiter der „Hof-Cantorej“ von Herzog Johann Albrecht I. von Mecklenburg-Schwerin war, scheint Schwerin 1573 verlassen zu haben und ist als Kantor in Zwickau tätig.
- Mattheus Le Maistre, der seit 1554 sächsischer Hofkapellmeister als Nachfolger von Johann Walter war und 1565 aus Gesundheitsgründen um seine Entlassung gebeten hat, lebt vermutlich in Dresden. Le Maistre bleibt mit dem Hof in Dresden Zeit seines Lebens verbunden und führt den Titel des Hofkapellmeisters bis zu seinem Tod im Frühjahr 1577. In seinem Todesjahr werden in Dresden seine Schöne und auserlesene deudsche und lateinische geistliche gesenge auff 3 Stimmen veröffentlicht.
- Rogier Michael, der von 1572 bis 1574 die Stelle eines Tenorsängers in Ansbach an der Hofkapelle von Markgraf Georg Friedrich von Brandenburg-Ansbach bekleidete, ist seit 1. Februar 1575 – auf Empfehlung von Aemilia von Sachsen, der Schwester von Kurfürst August von Sachsen – Sänger und Musiker an der Dresdener Hofkapelle.

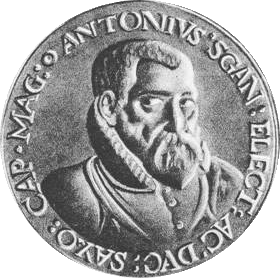
Antonio Scandello auf einer Medaille von Tobias Wolff, 1577.

- Antonio Scandello, der seit 1566 Vizekapellmeister der Dresdner Hofkapelle war und als „zugeordneter Moderator“ dem altersschwachen Mattheus Le Maistre unterstand, ist seit 1568 Hofkapellmeister und übt diese Aufgabe bis zu seinem Tod 1580 aus. 1577 erscheinen in München seine Il secondo libro dele canzone napolitane zu vier und fünf Stimmen. In diesem Jahr wird er auch von Tobias Wolff auf einer Medaille porträtiert.
- Nikolaus Selnecker, der seit dem Jahreswechsel 1573/74 wieder Professor in Leipzig ist, ist seit 1576 zusätzlich Pfarrer an der Thomaskirche und Superintendent, dazu auch Domherr am Meißner Dom.

#### Österreichischer Reichskreis

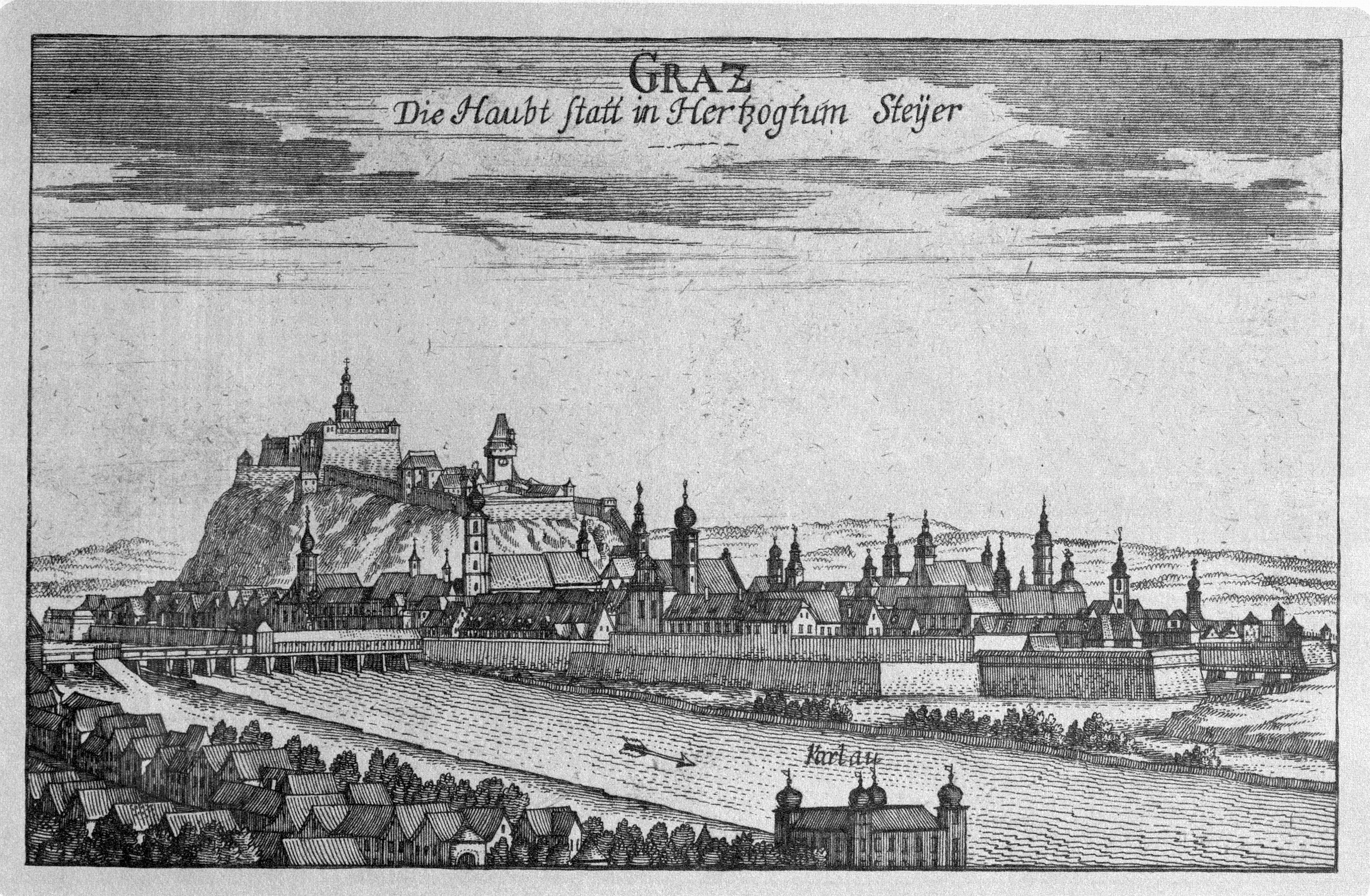
Graz, Mur und Schloßberg, Georg Matthäus Vischer (1670)

##### Erzherzogtum Österreich
- Blasius Amon ist seit ca. 1568 Sängerknabe an die Hofkapelle von Erzherzog Ferdinand II. in Innsbruck. Er erhält unter den Kapellmeistern Wilhelm Bruneau (tätig von 1564 bis 1584) und Alexander Utendal (tätig von 1564 bis 1581) eine gründliche musikalische Ausbildung, die er auf Studienreisen vervollkommnet. Vor allem sein Aufenthalt in Venedig von 1574 bis 1577 hinterlässt in seinem Schaffen Spuren. Er bringt nicht nur die dort üblichen Modulationen, sondern auch die venezianische Doppelchörigkeit in seine Heimat mit.
- Simone Gatto, der seit 1568 am Hof in München als Posaunist wirkte, setzt seine berufliche Laufbahn seit 1572 in Graz fort. In der dortigen Hofmusikkapelle wirkt er zunächst als Bläser.
- Lambert de Sayve, der seit dem 1. Februar 1569 das Amt eines Singmeisters an der Abtei Melk hatte, tritt noch vor Februar 1577 in die Grazer Hofkapelle von Erzherzog Karl ein, da nach dem Regierungsantritt von Rudolf II. im Jahr 1576 die Kapelle in Melk umgruppiert wurde und de Sayves Dienst in Melk endete. In der Grazer Hofkapelle ist seine Funktion beschrieben als „Capeln-Singer-Knaben-Preceptor“.
- Alexander Utendal, der seit 1564 Alt-Sänger in der Kapelle von Erzherzog Ferdinand II. war, ist hier seit Ende 1572 Kapellknaben-Praezeptor und damit Vizekapellmeister. 1577 veröffentlicht er in Nürnberg seine Tres missae […] item magnificat, per octo tonos zu vier bis sechs Stimmen und seine Liber tertius sacrarum cantionum zu fünf bis sechs Stimmen.

#### Schwäbischer Reichskreis

##### Fürststift Kempten
- Jacobus de Kerle, der bis 1574 in Augsburg als Domorganist tätig war und am 14. Juli 1574 um seine Entlassung aus dem Organistenamt gebeten hatte, ist wahrscheinlich im Fürststift Kempten tätig. Er widmet Fürstabt Eberhard von Stain in Kempten eine Komposition, und zusätzlich hat ihn der Abt des Klosters Weingarten mit einem Empfehlungsschreiben befürwortet. Es ist nicht überliefert, ob die Aktion erfolgreich war; für eine Kemptener Tätigkeit spricht aber, dass er erst am 28. März 1579 in das Cambraier Kapitel aufgenommen wird.

##### Herzogtum Württemberg
- Ludwig Daser ist seit 1572 und bis zu seinem Ableben 1589 Kapellmeister der Hofkapelle Stuttgart.
- Balduin Hoyoul, der im Jahr 1561 im Alter von etwa 13 Jahren als Diskant-Sänger in den Chor der Stuttgarter Hofkapelle unter Ludwig Dasers Leitung eingetreten war und 1564/65 für zwei Jahre als Schüler zu Orlando di Lasso nach München geschickt wurde, wirkt nach seiner Rückkehr wieder als Altist und Komponist der Stuttgarter Hofkapelle. Um 1577 wird sein Sohn Friedrich Hoyoul geboren, der ebenfalls Musiker wurde.
- Simon Lohet ist seit dem 14. September 1571 Organist der württembergischen Hofkapelle in Stuttgart. Es ist auch Lohets Aufgabe, die Instrumente der Hofkapelle zu verwalten. Neben seinem Amt als Hoforganist wirkt Lohet als Lehrer eines größeren Schülerkreises. Zu diesem gehört auch sein Sohn Ludwig Lohet (1577–1617), der später ebenfalls Komponist wird.

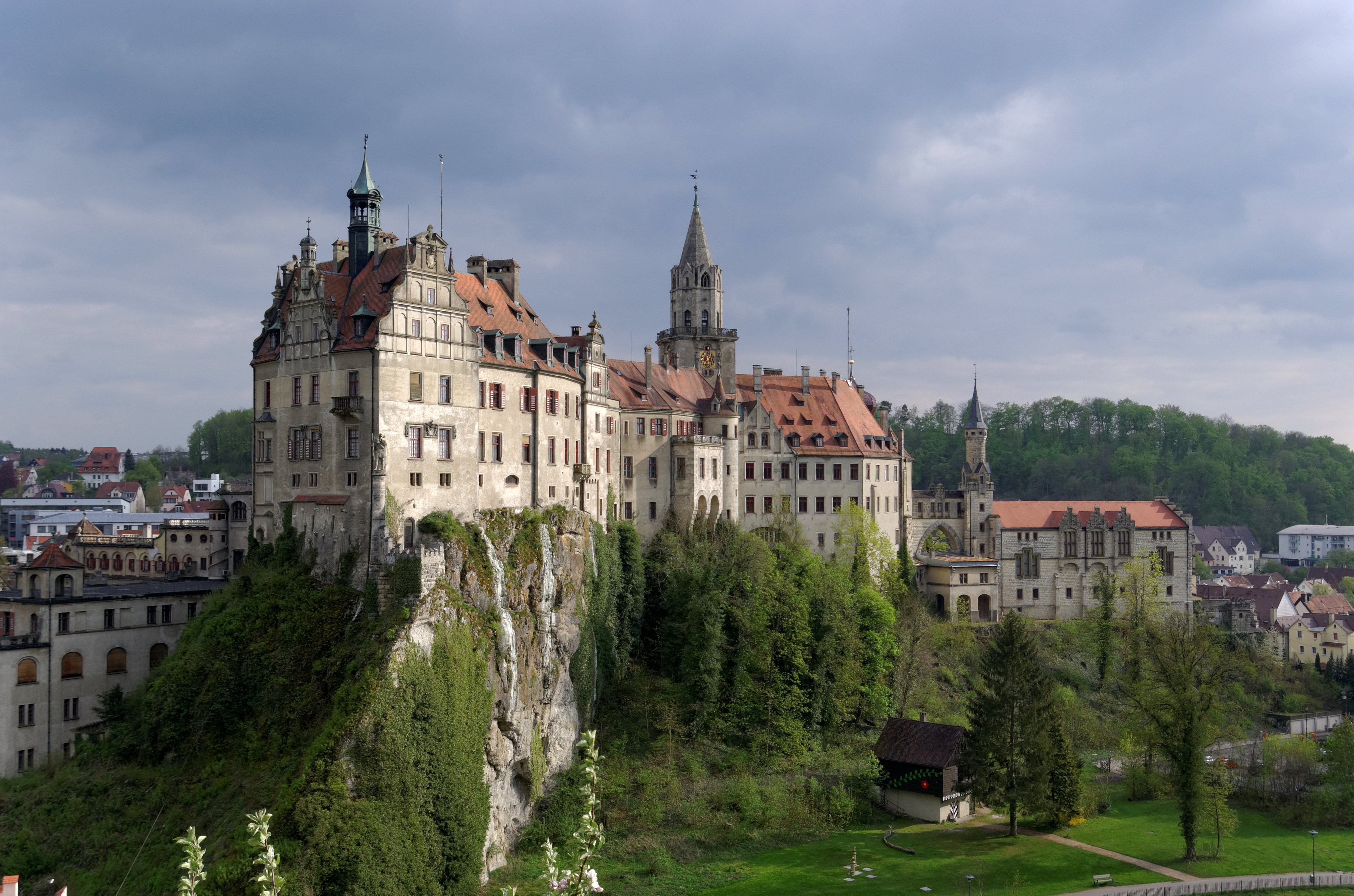
Schloss Sigmaringen

##### Hohenzollern-Sigmaringen
- Melchior Schramm, der 1572 für zwei Jahre Organist an der neuerrichteten Stiftskirche des Damenstifts in Hall war, wird im Jahr 1574 als Organist und Hofkapellmeister an den Hof Hohenzollern-Sigmaringen berufen, wo er an dem jungen Hof unter Graf Karl II. von Hohenzollern-Sigmaringen die Hofkapelle neu aufbaut und bis 1596 leitet. 1576/1577 veröffentlicht er in Nürnberg seine Sacrae Cantiones quinque et sex vocum.

##### Reichsstadt Augsburg
- Johannes Eccard wird nach einem kurzen Aufenthalt in seiner Heimatstadt Mühlhausen (1573/74) von Jakob Fugger als Organist nach Augsburg berufen, wo er bis längstens 1579 wirkt.

##### Reichsstadt Dinkelsbühl
- Michael Tonsor wirkt von ungefähr 1567 bis 1588 als Organist an der St. Georgskirche in Dinkelsbühl.

#### Nicht eingekreiste zum Heiligen Römischen Reich zugehörige Territorien und Stände

##### Alte Eidgenossenschaft
- Samuel Mareschall, der sich für die Jahre 1576 und 1577 an der Universität Basel zum Studium eingeschrieben hatte, wird 1577 als Nachfolger von Gregor Meyer Organist am Basler Münster; im gleichen Jahr wird Mareschall an der Universität zum professor musices berufen. Zusätzlich bekommt er eine Anstellung als Musiklehrer am Gymnasium am Münsterplatz und am Collegium Alumnorum. Es gehört auch zu seinen Aufgaben, wöchentlich mit den Schülern des Gymnasiums und den Alumnen Übungsstunden („musices exercitia“) für den Kirchengesang am Münster abzuhalten.

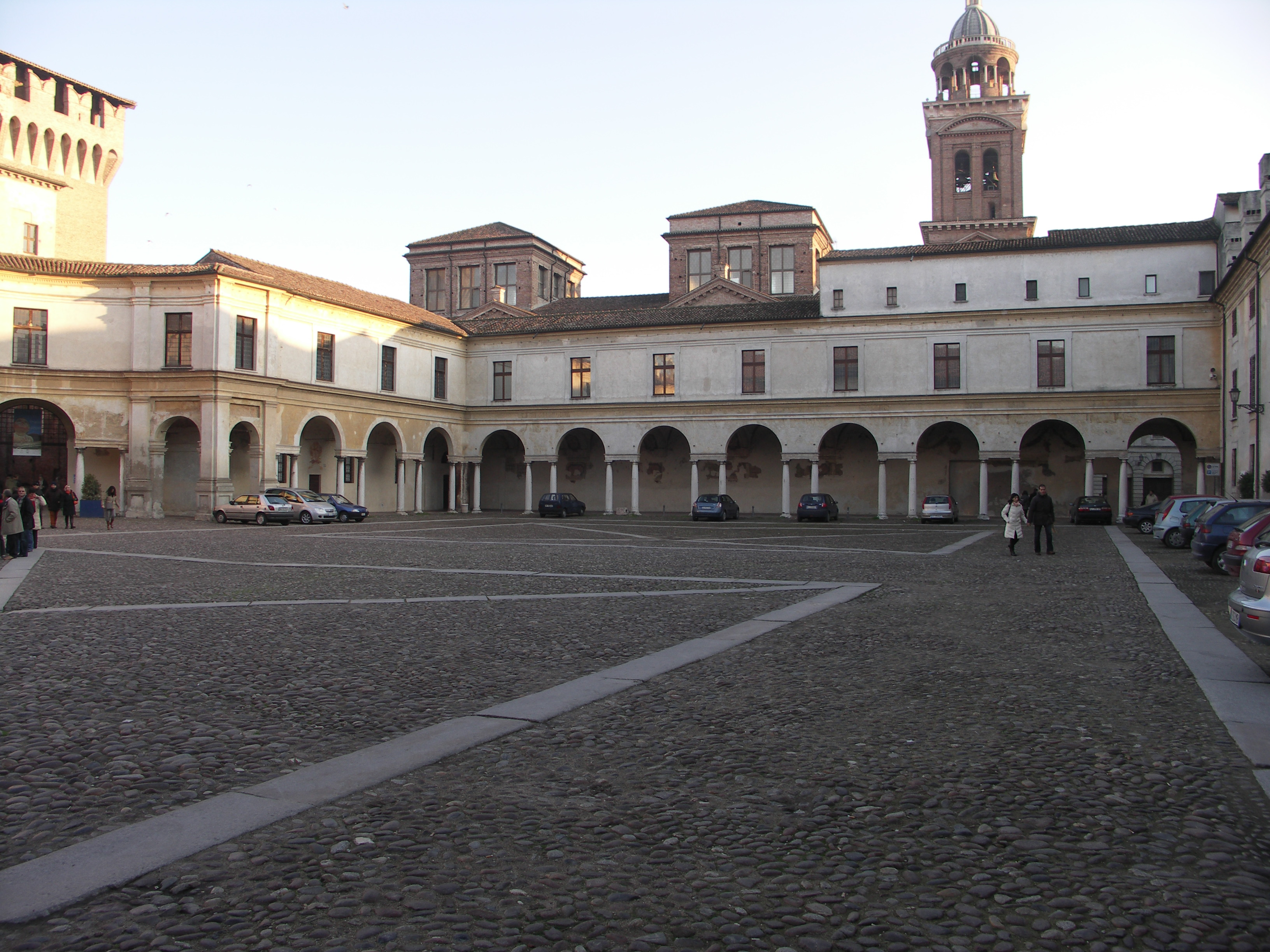
Glockenturm der Kirche Santa Barbara im Palazzo Ducale

##### Herzogtum Mantua
- Ippolito Baccusi ist ab etwa 1576 bis 1589 als Kapellmeister am Dom zu Mantua tätig.
- Girolamo Cavazzoni ist Organist in der Hofkirche Santa Barbara des Palazzo Ducale in Mantua, wo er bis 1577 wirkt. Nach 1577 ist er verstorben.
- Giovanni Giacomo Gastoldi, der in Mantua als Chorknabe an der Basilika Santa Barbara seine musikalische Ausbildung erhielt, Theologie studierte und seit 1572 Subdiakon war, ist seit 1574 Diakon und seit 1575 Priester. Gastoldi erhält Pfründe, damit verbunden ist die Verpflichtung, den Chorknaben Gesangsunterricht zu geben. Als Mitglied der Kapelle beteiligt er sich an der Komposition des vom Herzog Guglielmo Gonzaga (der sich auch selber als Komponist betätigt) gewünschten Repertoires.
- Giaches de Wert, der von 1563 bis 1565 den Dienst eines Kapellmeisters für die kaiserlichen Gouverneure in Mailand versehen hatte, wirkt spätestens seit September 1565 als Kapellmeister an der neu gebauten Basilika Santa Barbara in Mantua, der Hofkirche der Gonzaga-Herzöge, nachdem er dorthin für das erste Barbara-Fest am 4. Dezember 1564 eine neue von ihm komponierte Messe geschickt hatte. In dieser Stellung bleibt er bis zu seinem Tod. Er ist auch als prefectus musicorum für die weltliche Musik am Hof von Herzog Guglielmo Gonzaga in Mantua zuständig. 1577 veröffentlicht er in Venedig sein Il sesto libro de madrigali zu fünf Stimmen.

##### Herzogtum Modena und Reggio
- Girolamo Diruta ist seit 1574 Mitglied des Minoritenklosters in Correggio. Er erhält seine musikalische Ausbildung zum Organisten von Batista Capuani.
- Luzzasco Luzzaschi, der seit Mai 1561 Organist und seit 1564 herzoglicher Hoforganist am Hof des Herzogs Alfonso II. d’Este war, ist seit 1574 – als Nachfolger Afonso della Violas (auch dalla Viola genannt) – Leiter der Instrumentalmusik des Herzogs von Ferrara. Seit 1572 bekleidet er zusätzlich das Organistenamt am Ferrareser Dom.

Ansicht der Kathedrale Santa Maria del Fiore von Süden

##### Herzogtum Toskana
- Paolo Aretino, der bis 1547 als Kantor am Dom von Arezzo gewirkt hat, ist danach bis zu seinem Tode im Jahr 1584 an Santa Maria della Pieve, ebenfalls in Arezzo, tätig.
- Giulio Caccini, der wahrscheinlich Mitglied im Knabenchor der Cappella Giulia des Petersdoms und von Oktober 1564 bis November 1565 Gesangsschüler von Giovanni Animuccia war, wirkt seit dem 29. April 1566 am Hof des Großherzogs Ferdinando I. de’ Medici in Florenz.
- Nicolao Dorati wirkt seit 1543 in der Stadtkapelle von Lucca, zunächst als Posaunist und seit 1557 für über zwanzig Jahre als Kapellmeister.
- Vincenzo Galilei, der seit 1560 in Pisa lebt und seit 1562 mit Giulia Ammannati (gestorben 1620) aus einer angesehenen Familie von Tuchhändlern verheiratet ist, übersiedelt Anfang der 1570er Jahre nach Florenz und widmet sich ganz der Musik. In Florenz ist er Mitglied der Florentiner Camerata des Grafen Giovanni de’ Bardi, einer Gruppe, die sich die Wiederbelebung antiker Vorbilder zum Ziel gesetzt hat.
- Cristofano Malvezzi, der seit 1571 als Kapellmeister am Baptisterium San Giovanni gewirkt hatte, ist seit 1574 – in der Nachfolge seines Vaters – Organist an der Basilica di San Lorenzo. 1577 veröffentlicht er in Perugia sein Il primo libro de ricercari.
- Giovanni Piero Manenti, der im Juni 1571 – nach dem Tode von Francesco Corteccia – Kapellmeister an S.Giovanni geworden war, dieses Amt aber bereits nach sechs Monaten niedergelegt hatte, ist Organist an der Kathedrale von Florenz, ein Amt, das er bis zu seinem Tod 1597 ausübt. Manenti ist ebenfalls als Musiker am Hof der Medici tätig und komponiert zumindest ein Werk für die „Compagnia di S.Giovanni Evangelista“ in Florenz.
- Alessandro Striggio der Ältere, der aus einem Aristokratengeschlecht entstammt, hält sich vermutlich in Florenz auf, wo er um 1560 die ersten Kontakte zu den Medici geknüpft hatte. In den 1570er-Jahren schließt er eine Freundschaft mit Vincenzo Galilei. Ob er auch Mitglied der Florentiner Camerata war, ist nicht geklärt.

##### Königreich Böhmen
- Szymon Bar Jona Madelka lebt seit ungefähr 1575 in Pilsen, wo er Mitglied der Fleischerzunft ist.

### Königreich England und Irland

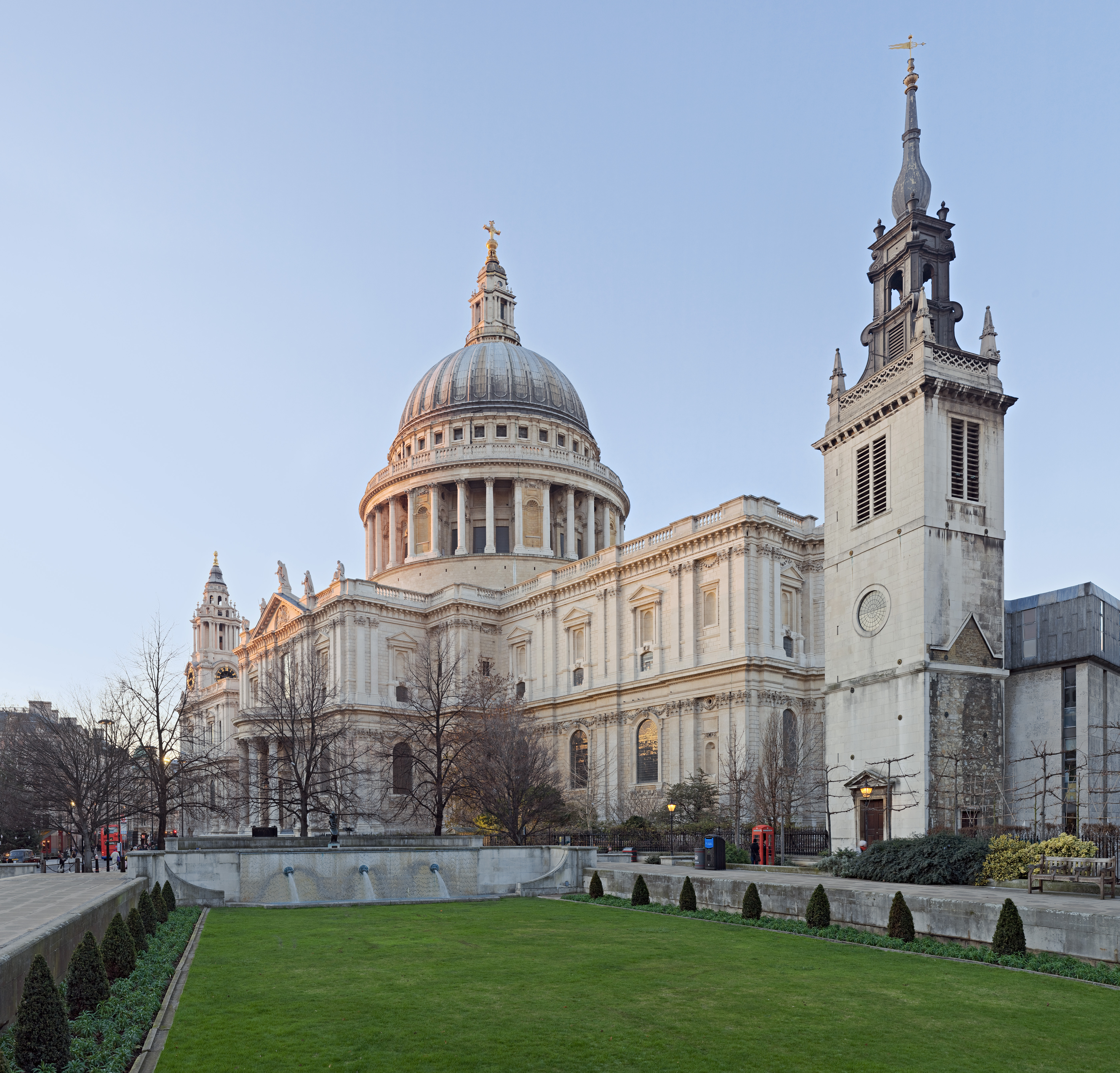
St. Paul’s Cathedral in London

#### Chapel Royal von Elisabeth I.
- John Bull, der 1573 Kapellknabe an der Hereford Cathedral war, ist wahrscheinlich schon seit 1574 Mitglied der Children of the Chapel Royal, wo der Organist John Blitheman sein Lehrer wird.
- William Byrd ist seit 1570 „Gentleman of the Chapel Royal“ und übt zusammen mit Thomas Tallis das Organistenamt aus.
- William Mundy, der 1543 Mitglied im Chor von Westminster Abbey wurde und später für verschiedene Kirchengemeinden arbeitete, ist seit 1563 Mitglied der Chapel Royal, an der er bis zu seinem Tode 1591 verbleibt.
- Thomas Tallis, der 1543 zum „Gentleman of the Chapel Royal“ in London ernannt wurde, bekleidet dieses Amt in den folgenden 40 Jahren.

#### Cambridge
- Richard Carlton studiert 1577 im Clare College in Cambridge.

#### London
- Peter Philips bekommt seine erste musikalische Ausbildung 1572 bis 1578 als Chorknabe an der St. Paul’s Cathedral in London unter Sebastian Westcott († 1582). Er lebt bis zu Westcotts Tod 1582 in dessen Haus.

### Königreich Frankreich

#### Chapelle Royale von Heinrich III.
- Eustache du Caurroy ist seit 1570 zunächst als Sänger im Dienst der französischen Könige Karl IX. und Heinrich III. tätig und wird bald als Komponist bekannt.

#### Évreux
- Guillaume Costeley, der nach seiner Ausbildung von 1560(?) bis 1570 Hoforganist am Hof von Karl IX. war, wirkt danach bis zu seinem Ableben 1606 in Évreux als Komponist und ist dort Mitglied der Bruderschaft Sainte Cécile.

#### Paris
- Pierre-Francisque Caroubel, der von italienischer Herkunft war, lebt seit 1576 in Paris.
- Adrian Le Roy lebt in Paris und ist musikalischer Leiter des von ihm mit seinem Vetter Robert Ballard 1551 gegründeten Musikverlags Le Roy & Ballard.

### Italienische Staaten

#### Herzogtum Urbino
- Leonard Meldert, der bis zum Tod des Herzogs Guidobaldo II. della Rovere in Urbino 1574 an dessen Hof aktiv war, ist anschließend mit großer Wahrscheinlichkeit in Ravenna in die privaten Dienste von Giulio Feltrio della Rovere, Kardinal von Urbino und Erzbischof von Ravenna getreten.

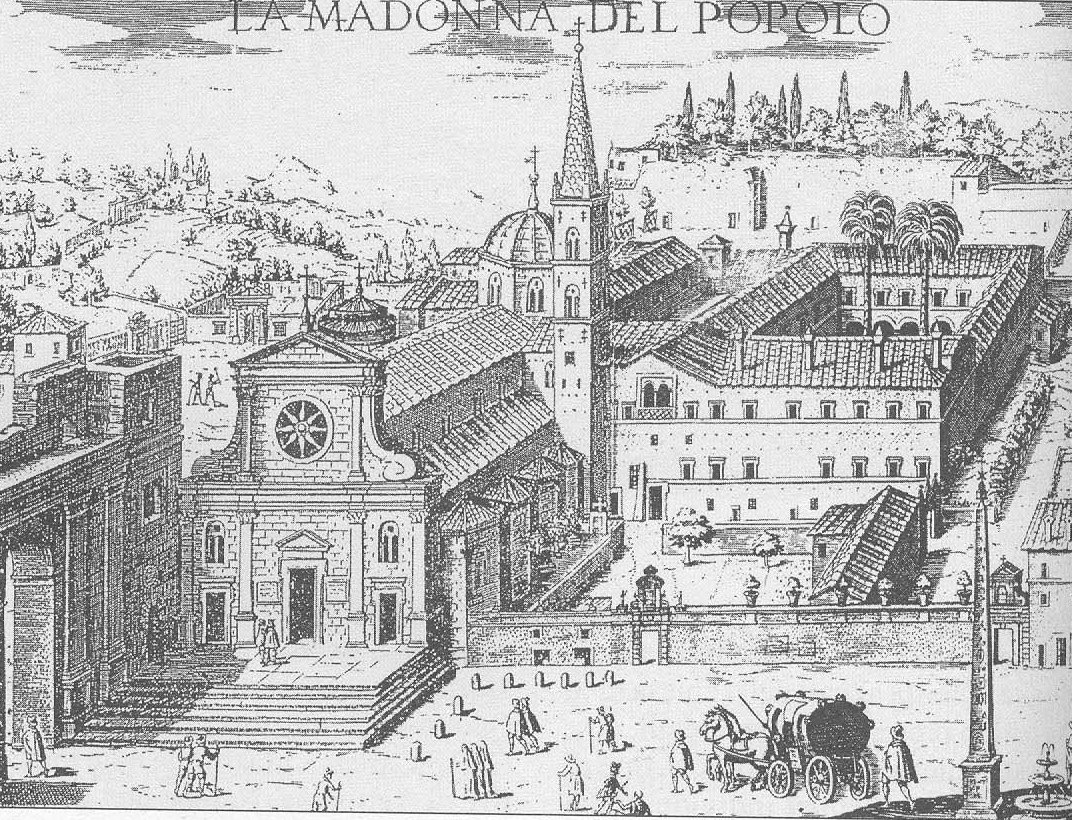
Santa Maria del Popolo (1625), Stich von Giovanni Maggi

#### Kirchenstaat
- Ghinolfo Dattari erhält ab Februar 1555 in Bologna eine Anstellung als Sänger in der Kapelle von San Petronio, die er 62 Jahre lang, bis zu seinem Tode ausübt.
- Giovanni de Macque, der in jungen Jahren an der Hofkapelle in Wien als Sängerknabe ausgebildet wurde und ab 1563 seine Ausbildung am Wiener Jesuitenkolleg fortgesetzt hatte, wirkt in Rom.
- Tiburtio Massaino, der zuvor ein Augustiner-Mönch in Piacenza war, ist seit 1571 maestro di cappella von Santa Maria del Popolo in Rom.
- Giovanni Maria Nanino, der im Sommer 1575 das Amt des Kapellmeisters von San Luigi dei Francesi angetreten hatte, wird am 28. Oktober 1577 nach bestandener Aufnahmeprüfung als Tenor in den Chor der renommierten päpstlichen Kapelle, der Cappella Pontificia, aufgenommen. In der Kapelle, die vor allem in der Cappella Sistina auftrat, bleibt er bis zu seinem Tod 1607 tätig. Neben seinen Verpflichtungen als Sänger liefert er auch eigene Kompositionen (eine von der Kapelle erwünschte Fähigkeit) und übernimmt verschiedene administrative Ämter.
- Giovanni Pierluigi da Palestrina, der seit 1565 musikalischer Leiter und Lehrer des Seminario Romano, einer Ausbildungsstätte des Priesternachwuchses war, übt diese Stelle – nachdem Giovanni Animuccia Ende März 1571 verstorben war – seitdem zum zweiten Mal aus. Palestrina ist auch für die Arciconfraternita della Santissima Trinità dei Pellegrini e Convalescenti aktiv, eine damalige römische Frömmigkeitsbewegung, für die er 1576 und 1578 musikalische Beiträge liefert. Papst Gregor XIII. (1572–1585) beauftragt in einem Erlass vom 15. Oktober 1577 den Komponisten und den Sänger Annibale Zoilo (1537–1592) mit einer Reform der Choralgesänge (Graduale Romanum); beide nehmen sofort die Arbeit auf und schließen sie schon im nächsten Jahr ab.
- Paolo Quagliati, der nach seiner musikalischen Ausbildung 1574 nach Rom gezogen ist, wirkt hier als Organist in verschiedenen Kirchen.
- Simone Verovio lebt spätestens seit 1575 in Rom.
- Tomás Luis de Victoria, der in Rom das Collegium Germanicum – das Priesterseminar der Jesuiten – absolviert hatte, hat seit 1571 als moderator musicae die Leitung der Kapelle des Collegiums in der Nachfolge von Palestrina.
- Annibale Zoilo tritt aus gesundheitlichen Gründen aus dem Chor der Sixtinischen Kapelle aus.

#### Königreich Neapel
- Giovanni Domenico da Nola wirkt seit Februar 1563 bis zu seinem Tod als Maestro di cappella an der Basilika Santissima Annunziata Maggiore in Neapel. In dieser Funktion lehrt er auch die Mädchen des Waisenhauses der Annunziata und die Diakone des Priesterseminars Gesang.
- Antonio Valente wirkt von 1565 bis 1580 als Organist an Sant’Angelo a Nilo in Neapel.

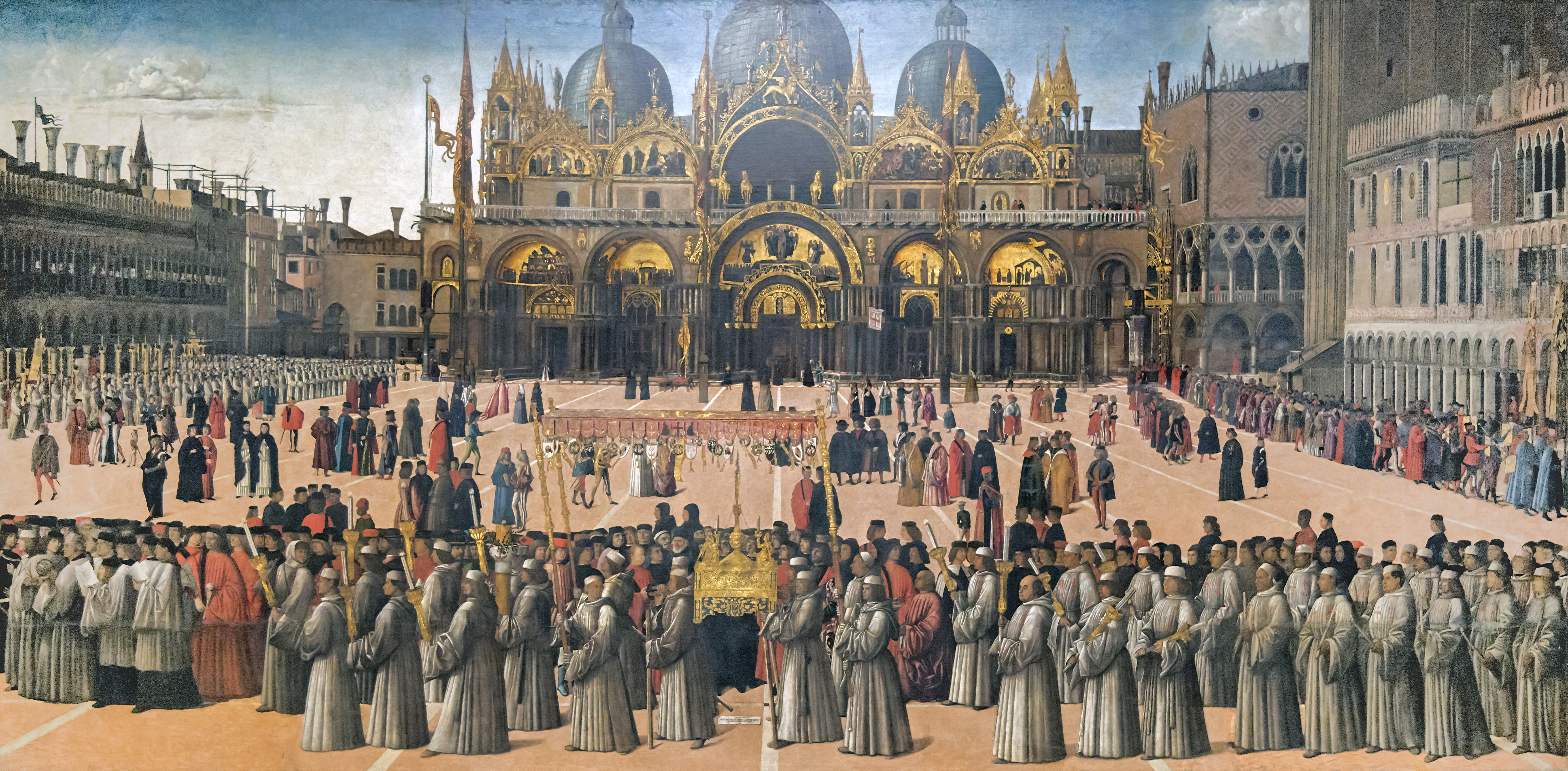
Gentile Bellini, Prozession auf dem Markusplatz, Accademia, 1496

#### Republik Venedig
- Costanzo Antegnati, der am besten bekannte Spross der verzweigten italienischen Orgelbauerfamilie Antegnati, bekommt seine musikalische Ausbildung bei Girolamo Cavazzoni und ist seit dem Jahr 1570 Orgelbau-Mitarbeiter seines Vaters Graziadio Antegnati des Älteren (1525–1590) in Brescia.
- Giovanni Matteo Asola wirkt von 1577 bis 1591 in Treviso, Vicenza und in Verona als Kapellmeister, danach geht er nach Venedig, wo er sich bis zu seinem Tode aufhält.
- Giovanni Bassano, der zuerst 1576 als Instrumentalmusiker an San Marco in Venedig in Erscheinung trat, erwirbt sich dort schnell einen Ruf als einer der besten Instrumentalisten in Venedig.
- Giovanni Cavaccio, der in seiner Jugend Sänger an der Münchener Hofkapelle gewesen sein soll und sich danach vermutlich in Venedig und Rom aufgehalten hat, wirkt seit 1576 als Sänger in Bergamo.
- Giovanni Croce wirkt seit 1565 als Chorknabe und Sänger am Markusdom in Venedig.
- Baldissera Donato ist seit 1550 als Sänger – zunächst an San Marco in Venedig – aktiv und wirkt auch in der Ausbildung der Sänger.
- Andrea Gabrieli ist wahrscheinlich seit Jahresanfang 1566 als Organist an San Marco tätig, einer herausragenden Position in der Musikwelt Italiens, in der er bis zu seinem Lebensende bleiben wird. An San Marco entwickelt er, gefördert durch die einzigartige Akustik des Doms, seinen originalen Kompositionsstil der zeremoniellen Mehrchörigkeit und des konzertanten Stils, der später von seinem Neffen Giovanni Gabrieli weiter entwickelt wird.
- Florentio Maschera, der seine erste Anstellung als Organist im Kloster Santo Spirito in Isola vor Venedig erhielt, ist seit 22. August 1557 Organist an der Kathedrale von Brescia.
- Claudio Merulo ist seit dem Jahr 1566 als Nachfolger von Annibale Padovano als erster Organist am Markusdom in Venedig tätig. Neben dieser offiziellen Tätigkeit tritt er regelmäßig in den Palazzi venezianischer Adliger auf, z. B. in der Ca’ Zantani, die auch von Parabosco, Padovano und anderen Virtuosen frequentiert wird.
- Giovanni Battista Mosto, der 1568 eine Anstellung als Zinkenist und Posaunist in der Münchener Hofkapelle unter Orlando di Lasso hatte, lebt seit 1569 wieder in Udine, gehört seit 1570 zu den Stadtpfeifern und hat seit 1573 den Auftrag, die Stadtkapelle neu zu ordnen und den Chorknaben der Kathedrale das Spielen der verschiedenen Instrumente beizubringen.
- Ludovico Zacconi, der dem Augustinerorden beigetreten war, wo er 1575 zum Priester geweiht wurde, nimmt im Jahre 1577 Studien an der Kirche des hl. Stephanus in Venedig auf und wird später von Andrea Gabrieli als Schüler angenommen.
- Gioseffo Zarlino, der bei Adrian Willaert in Venedig studiert hat, ist seit 1565 – in der Nachfolge von Cypriano de Rore – Kapellmeister am Markusdom in Venedig. Er hat diese Stelle bis zu seinem Ableben 1590 inne.

### Königreich Polen und Großfürstentum Litauen

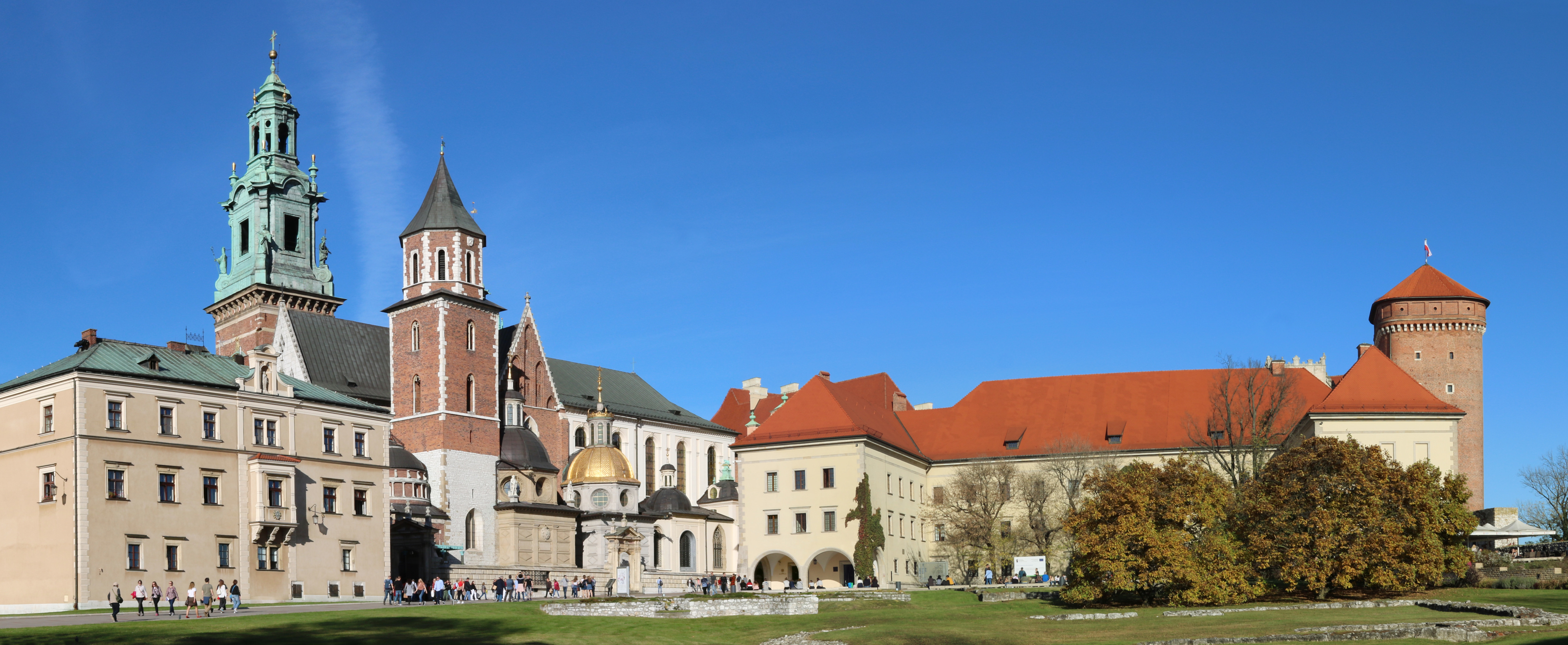
Kathedrale und Königsschloss in Krakau

#### Hofkapelle von Stephan Báthory
- Krzysztof Klabon, der seit 1565 Lautenist der königlichen Hofkapelle in Krakau war, ist von 1576 bis 1601, mit einer kurzzeitigen Unterbrechung durch den Italiener Luca Marenzio 1596, Direktor der königlichen Kapelle.

#### Posen
- Jan Brandt ist seit 1571 Mitglied des Jesuitenordens.

#### Sandomierz
- Mikołaj Gomółka, der als königlicher Fistulator (hervorragende Instrumentalist des Königs) Mitglied der Hofkapelle von König Sigismund II. August von Polen war, hat 1563 den Hof verlassen und ist die folgenden 15 Jahre in seiner Geburtsstadt Sandomierz in einigen außermusikalischen Bereichen tätig.

### Königreich Portugal

#### Hofkapelle von Sebastian I.
- António Carreira ist seit der Thronbesteigung des 14-jährigen Königs Dom Sebastiaõ 1568, Kapellmeister und Magisterio in Lissabon. Es ist nicht genau bekannt, aber wahrscheinlich, dass es zu dieser Zeit mindestens zwei Kapellen gibt, eine für den König und eine für Dona Catarina bzw. für Dom Henrique, denn es gibt zwischen 1562 und 1580 neben Carreira noch einen zweiten Kapellmeister: den Flamen Rinaldo del Mel.
- Miguel de Fuenllana dient von 1574 bis 1578 als Kammermusiker bei König Sebastian I. von Portugal mit dem beachtlich hohen Jahresgehalt von 100.000 Maravedís.
- Rinaldo del Mel, der in Mechelen lebte und seit dem 3. März 1562 Mitglied der Singschule der Kathedrale Saint-Rombaud war, hat seine Heimat verlassen und wirkt vermutlich seit 1572 am königlichen Hof in Lissabon als maestro unter König Sebastian I. und König Heinrich I.

### Königreich Spanien

#### Hofkapelle von Philipp II.
- Philippe Rogier, der seine erste musikalische Ausbildung an der Kathedrale seiner Geburtsstadt Arras erhalten hatte, ist 1572 mit Gérard de Turnhout – seit 1571 Kapellmeister der capilla flamenca des spanischen Königs Philipp II. – und anderen jugendlichen Sopranisten nach Madrid gereist und wurde am dortigen Königshof eingeführt. In Madrid kann er in den folgenden Jahren als jugendlicher Sänger seine musikalische Ausbildung vervollständigen.
- Gérard de Turnhout, der seit 1562 an der Liebfrauenkirche Antwerpen tätig war und hier seit 1563 die Position eines Musikmeisters (maître de musique) in der Nachfolge von Antoine Barbé bekleidete, ist seit 1572 Kapellmeister der Capilla flamenca von König Philipp II. von Spanien in Madrid. In diesem Amt bleibt er bis zu seinem Tod im September 1580. 1577 erscheinen in Genf von ihm 7 französische Chansons sacrées zu drei Stimmen.
- Cornelis Verdonck, der seine erste musikalische Ausbildung als Kapellknabe vermutlich an der Kathedrale Notre-Dame in Antwerpen unter Gérard de Turnhout bekam, gelangt im Zuge der Anwerbung von Sängerknaben für die Capilla flamenca zusammen mit Philippe Rogier im Jahr 1572 nach Madrid an die Hofkapelle des spanischen Königs Philipp II., wo er für etwa acht Jahre bleibt.

#### La Seu d’Urgell
- Joan Brudieu ist seit 1548 Kapellmeister auf Lebenszeit der Kathedrale von La Seu d’Urgell. Diese Position behält er – mit Unterbrechungen – bis kurz vor seinem Tode 1591. 1577 zieht er sich privat nach Balaguer zurück.

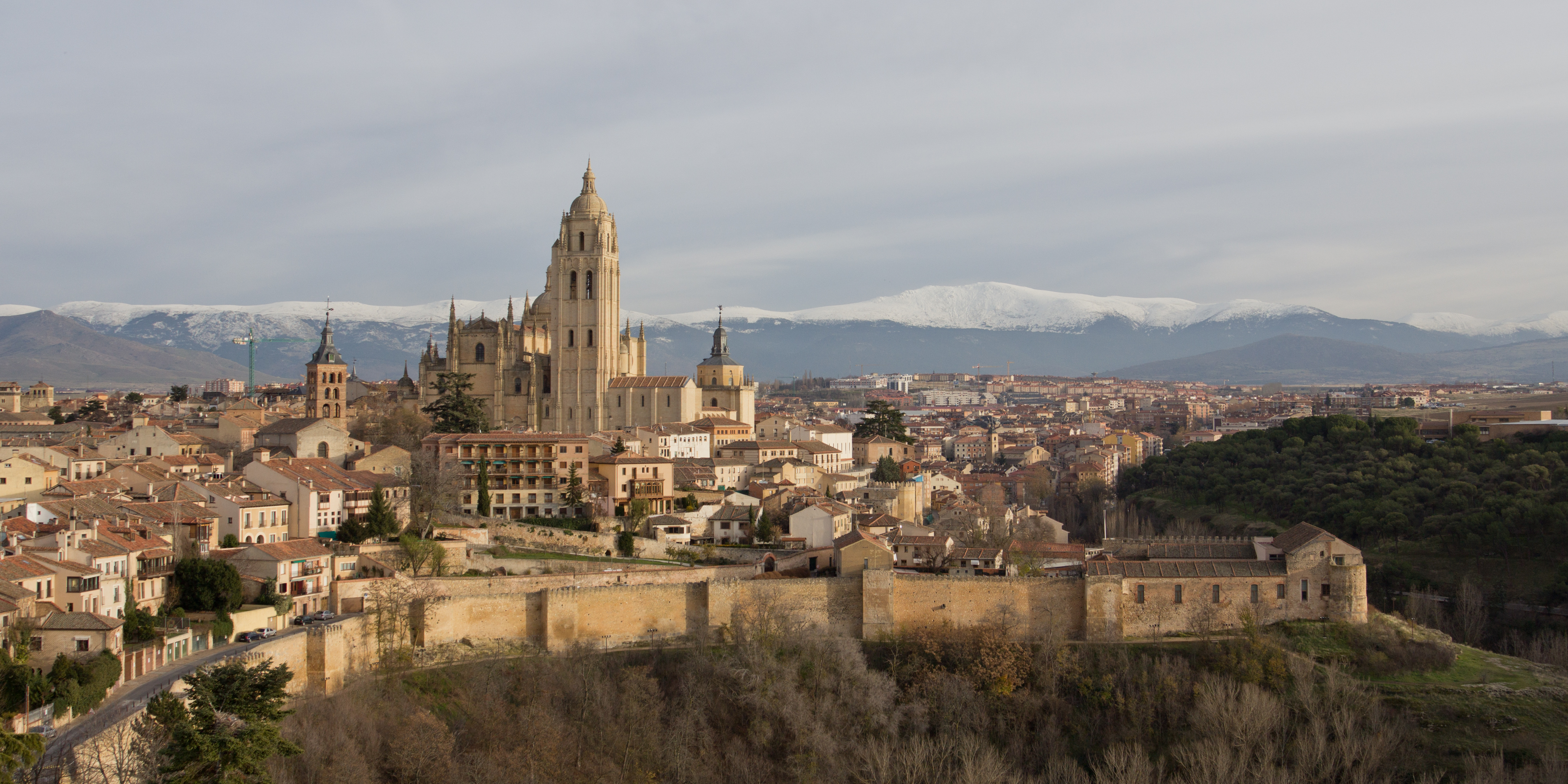
Segovia vom Alcázar aus gesehen

#### Segovia
- Sebastián de Vivanco, der wahrscheinlich seine musikalische Ausbildung ebenso wie sein etwas älterer Zeitgenosse Tomás Luis de Victoria an der Kathedrale von Ávila erhielt und seine erste bekannte Stelle als Kapellmeister der Kathedrale von Lérida hatte, ist seit 1576 Kapellmeister an der Kathedrale von Segovia.

#### Sevilla
- Francisco Guerrero ist seit 1574 Kapellmeister an der Kathedrale von Sevilla.
- Alonso Mudarra ist seit dem 18. Oktober 1546 Kanoniker an der Kathedrale von Sevilla. In dieser Stadt hat er einen bedeutenden Einfluss auf das Musikleben und bleibt dort noch 34 Jahre bis an sein Lebensende. Zu seinen Aufgaben an der Kathedrale gehört die Leitung aller musikalischen Aktivitäten. Hierzu gehören die Beauftragung von Instrumentalisten, der Kauf und die Leitung des Aufbaus einer neuen Orgel und die enge Zusammenarbeit mit Komponisten für die vielfältigen festlichen Anlässe.

#### Valladolid
- Esteban Daza, der 1576 sein Hauptwerk Libro de música herausgegeben hat, lebt in Valladolid.

### Vizekönigreich Neuspanien
- Hernando Franco, der – gemäß eines Beleges aus dem Jahr 1571 – maestro de capilla der Kathedrale von Santiago de Guatemala war und diesen Posten 1574 verlassen hat und nach Mexiko gegangen ist, hat seit 1575 die Stelle des maestro de capilla der neuen Kathedrale von Mexiko-Stadt.

## Instrumentalmusik

### Für Orgel
- Bernhard Schmid – Einer Neuen Kunstlichen Tabulatur auff Orgel und Instrument, Straßburg: Bernhard Jobin: Noten und Audiodateien im International Music Score Library Project; darin:
  - Bon jour mon cuer: Noten und Audiodateien im International Music Score Library Project
  - Damours me plains: Noten und Audiodateien im International Music Score Library Project
  - Ein guter Dantz: Noten und Audiodateien im International Music Score Library Project
  - Hertzlich lieb hab ich dich, o Herr: Noten und Audiodateien im International Music Score Library Project
  - Las voules vous: Noten und Audiodateien im International Music Score Library Project
  - Passomezo II: Noten und Audiodateien im International Music Score Library Project
  - Passomezo I: Noten und Audiodateien im International Music Score Library Project
  - Passomezo Ungaro: Noten und Audiodateien im International Music Score Library Project
  - Pour ung plaisir: Noten und Audiodateien im International Music Score Library Project
  - Puis ne me peult venir: Noten und Audiodateien im International Music Score Library Project
  - Quand io pens al martire: Noten und Audiodateien im International Music Score Library Project
  - Ung gai bergier: Noten und Audiodateien im International Music Score Library Project
  - Vray dieu disoit une fillette: Noten und Audiodateien im International Music Score Library Project

## Vokalmusik

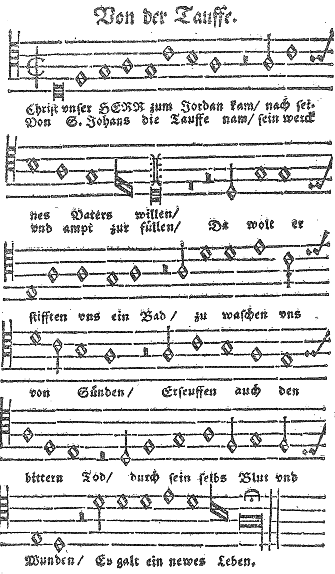
Martin Luther – Christ, unser Herr, zum Jordan kam (Druck 1577)

### Geistlich
- Jean de Castro
  - 4 Motetten zu drei Stimmen, Genf
  - 8 Motetten zu drei Stimmen, Genf
- Séverin Cornet – 3 Kompositionen zu drei Stimmen, in: Second Livre … des pseaumes et cantiques, Genf
- Johannes Eccard – Crepundia sacra Helmboldi
- Orlando di Lasso
  - Novae aliquot et ante hac non ita usitatae cantiones suavissimae, LV 1577.2, München: Adam Berg: Noten und Audiodateien im International Music Score Library Project; darin:
    - Beatus homo qui invenit sapientiam, LV 593: Noten und Audiodateien im International Music Score Library Project
    - Beatus vir qui in sapientia morabitur, LV 592: Noten und Audiodateien im International Music Score Library Project
    - Bicinium, LV 604: Noten und Audiodateien im International Music Score Library Project
    - Bicinium, LV 605: Noten und Audiodateien im International Music Score Library Project

  - Cum rides mihi zu fünf Stimmen, LV 633, in: Moduli, quatuor 5. 6. 7. 8. et novem vocum: Noten und Audiodateien im International Music Score Library Project
  - Domine Deus meus zu drei Stimmen, LV 616, in: Liber mottetarum, trium vocum, quae cum vivae voci: Noten und Audiodateien im International Music Score Library Project
  - Lauda Sion salvatorem zu sechs Stimmen, LV 634, in: Moduli, 4. 5. 6. 7. 8. et 9 vocum: Noten und Audiodateien im International Music Score Library Project
  - Missae variis concentibus ornatae ... cum cantico Beatae Mariae, octo modis musicis variato, Paris: Adrian Le Roy & Robert Ballard; darin:
    - Missa ad imitationem moduli Doulce memoire zu vier Stimmen: Noten und Audiodateien im International Music Score Library Project
    - Missa ad imitationem moduli Jäger: Noten und Audiodateien im International Music Score Library Project
    - Missa ad imitationem moduli O passi sparsi zu vier Stimmen, LV 621: Noten und Audiodateien im International Music Score Library Project
    - Missa ad imitationem moduli Puis que j'ai perdu zu vier Stimmen, LV 620: Noten und Audiodateien im International Music Score Library Project
    - Missa ad imitationem moduli Surge propera zu vier Stimmen, LV 625: Noten und Audiodateien im International Music Score Library Project
    - Missa ad imitationem moduli Tous les regretz zu sechs Stimmen, LV 626: Noten und Audiodateien im International Music Score Library Project
    - Missa ad imitationem moduli Vinum bonum zu acht Stimmen, LV 627: Noten und Audiodateien im International Music Score Library Project
    - Missa De Feria zu vier Stimmen, LV 623 (Lassus, Orlande de): Noten und Audiodateien im International Music Score Library Project
    - Missa pro defunctis, LV 624: Noten und Audiodateien im International Music Score Library Project
    - Missa super Domine Dominus noster zu sechs Stimmen, LV Anh.85 (Lassus, Orlande de): Noten und Audiodateien im International Music Score Library Project

  - Quicumque vult salvus esse zu fünf Stimmen, LV 631, in: Moduli, quatuor 5. 6. 7. 8. et novem vocum: Noten und Audiodateien im International Music Score Library Project
- Mattheus Le Maistre – Schöne und auserlesene deudsche und lateinische geistliche gesenge auff 3 Stimmen, Dresden
- Jakob Regnart – Aliquot Cantiones zu vier Stimmen, Nürnberg, Katharina Gerlach & Johann Bergs Erben (24 Motetten): Noten und Audiodateien im International Music Score Library Project; darin:
  - Ave benignissime Jesu zu vier Stimmen: Noten und Audiodateien im International Music Score Library Project
  - Dies est lætitiæ zu vier Stimmen: Noten und Audiodateien im International Music Score Library Project
- Gérard de Turnhout – sieben französische Chansons sacrées zu drei Stimmen, Genf
- Alexander Utendal
  - Tres missae […] item magnificat, per octo tonos zu vier bis sechs Stimmen, Nürnberg
  - Liber tertius sacrarum cantionum zu fünf bis sechs Stimmen, Nürnberg
  - Ich rüf zu dir, Herr Jesu Christ zu fünf Stimmen: Noten und Audiodateien im International Music Score Library Project

### Weltlich
- Noé Faignient
  - vier Chansons, in: Premier Livre du meslange des pseaumes et cantiques, Genf
  - vier Chansons, in: Second Livre du meslange, Genf
- Antonio Gardano (Hrsg.) – Musica de diversi autori, Venedig: Antonio Gardano: Noten und Audiodateien im International Music Score Library Project; darin:
  - Lambert Courtois – Petit Jacquet zu vier Stimmen: Noten und Audiodateien im International Music Score Library Project
- Orlando di Lasso
  - Come'l candido pie per l'herba fresca, LV 628: Noten und Audiodateien im International Music Score Library Project
  - Voi volete ch'io muoia, LV 629: Noten und Audiodateien im International Music Score Library Project
- Leonhard Lechner
  - Der ander Theyl Newer Teutscher Lieder zu drey Stimmen
  - Newe Teutsche Lieder mit Vier und Fünff Stimmen, welche gantz lieblich zusingen auch auff allerley Instrumenten zugebrauchen, Nürnberg: Nicolaus Knorr: Noten und Audiodateien im International Music Score Library Project
- Luzzasco Luzzaschi – Secondo libro de madrigali à 5 voci, Venedig: Angelo Gardano; darin:
  - Deh, non cantar, Donna gentil ch'io sento zu fünf Stimmen: Noten und Audiodateien im International Music Score Library Project
  - Lucenti e chiare stelle zu fünf Stimmen: Noten und Audiodateien im International Music Score Library Project
  - Quel foco ch'io pensai che fosse spento zu fünf Stimmen: Noten und Audiodateien im International Music Score Library Project
- Jakob Regnart
  - Der ander Theyl Kurtzweiliger teutscher Lieder zu drei Stimmen, Nürnberg
  - Ach Gott, wie soll ich singen zu drei Stimmen: Noten und Audiodateien im International Music Score Library Project
  - All mein gedancken ohn alles wancken zu drei Stimmen: Noten und Audiodateien im International Music Score Library Project
  - Dass ir euch gegen mir so freundlich zu drei Stimmen: Noten und Audiodateien im International Music Score Library Project
  - Diß ist die zeit zu drei Stimmen: Noten und Audiodateien im International Music Score Library Project
  - Das du von meinetwegen gesetzet zu drei Stimmen: Noten und Audiodateien im International Music Score Library Project
  - Ey, das ich mich nit schamme zu drei Stimmen: Noten und Audiodateien im International Music Score Library Project
  - Gut Gsell, gut Gsell zu drei Stimmen: Noten und Audiodateien im International Music Score Library Project
  - Ich bin gen Baden zogen zu drei Stimmen: Noten und Audiodateien im International Music Score Library Project
  - Ich wolt, wer mir mein glück nit gündt zu drei Stimmen: Noten und Audiodateien im International Music Score Library Project
  - Jungfrau, eur scharpffe augen zu drei Stimmen: Noten und Audiodateien im International Music Score Library Project
  - Jungfrau, eur wanckelmut ist mir zu ohren kommen zu drei Stimmen: Noten und Audiodateien im International Music Score Library Project
  - Lieb und unfall habn unterwunden sich zu drei Stimmen: Noten und Audiodateien im International Music Score Library Project
  - Mein hertz hat mir gesetzt in irr zu drei Stimmen: Noten und Audiodateien im International Music Score Library Project
  - Nach meiner lieb vil hundert knaben trachten zu drei Stimmen: Noten und Audiodateien im International Music Score Library Project
  - Nun irrt mich nicht Gott hats gericht zu drei Stimmen: Noten und Audiodateien im International Music Score Library Project
  - Ob sie gleich fehrt dahin zu drei Stimmen: Noten und Audiodateien im International Music Score Library Project
  - Sagt mir, Jungfrau, wo here zu drei Stimmen: Noten und Audiodateien im International Music Score Library Project
  - Der süsse schlaff zu drei Stimmen: Noten und Audiodateien im International Music Score Library Project
  - Wann ich den gantzen tag zu drei Stimmen: Noten und Audiodateien im International Music Score Library Project
  - Weil du dann wilt gen mir dein lib verneuen zu drei Stimmen: Noten und Audiodateien im International Music Score Library Project
  - Wer sich ohn gelt zum bulen stellt zu drei Stimmen: Noten und Audiodateien im International Music Score Library Project
- Teodoro Riccio – 30 Canzone alla napolitana zu fünf Stimmen, Libro 1, Nürnberg: Catharina Gerlach: Noten und Audiodateien im International Music Score Library Project
- Alessandro Romano
  - Io già cantando la mia libertate zu fünf Stimmen: Noten und Audiodateien im International Music Score Library Project
  - Vita de la mia vita zu fünf Stimmen, in: Le Sirene et Secondo Libro de suoi Madrigali: Noten und Audiodateien im International Music Score Library Project
- Cipriano de Rore – Tutti i madrigali di Cipriano di Rore a quattro voci, spartiti et accomodati per sonar d'ogni sorte d'istrumento perfetto, et per qualunque studioso di contrapunti, Venedig: Angelo Gardano: Noten und Audiodateien im International Music Score Library Project; darin:
  - Nell'aria in questi di zu vier Stimmen: Noten und Audiodateien im International Music Score Library Project
- François Roussel – Chansons nouvelles mises en musique à III, V et VI parties, Paris: Adrain Le Roy und Robert Ballard; darin:
  - Mon coeur a vous zu fünf Stimmen: Noten und Audiodateien im International Music Score Library Project
- Antonio Scandello – Il secondo libro dele canzone napolitane zu vier und fünf Stimmen, München
- Ivo de Vento
  - Newe Teutsche Lieder Mit vier stimmen sampt zwayen Dialogen deren ayner mit achten der ander mit sibnen gantz lieblich zu singen und auff allerley Instrumenten zu gebrauchen, 1571 und 1577
  - Newe Teutsche Lieder Mit dreyen stimmen wölche lieblich zu singen und auff allerley Instrumenten zu gebrauchen, 1572, 1577, 1583, 1591; Nachdruck einzelner Lieder hieraus in Allerley Kurtzweilige Teutsche Liedlein, Nürnberg 1614
- Giaches de Wert – Madrigali a 5 voci, Libro 6, Venedig: Girolamo Scotto Erben: Noten und Audiodateien im International Music Score Library Project, Venedig; darin:
  - Luce degl'occhi miei zu sechs Stimmen: Noten und Audiodateien im International Music Score Library Project
  - Onde avviene cor mio che in tanti affanni zu sieben Stimmen: Noten und Audiodateien im International Music Score Library Project

## Musiktheoretische Schriften
- Francisco de Salinas – De musica libri septem, Salamanca: Mathias Gastius: Noten und Audiodateien im International Music Score Library Project

## Geboren

### Geburtsdatum gesichert
- 21. Juni: Giovanni del Turco, italienischer Komponist († 1647)
- 18. Dezember: Abraham Gensreff, lutherischer Theologe und Komponist († 1637)
- 20. Dezember: Antonio Brunelli, italienischer Kapellmeister, Musiktheoretiker und Komponist († 1630)

### Genaues Geburtsdatum unbekannt
- Stefano Bernardi, italienischer Komponist und Musiktheoretiker († 1637)
- Peter Füssli, Schweizer Glockengiesser († 1629)
- Erasmus Sartorius, deutscher Komponist, Organist, Musikschriftsteller und Poet († 1637)

### Geboren um 1577
- Robert Jones, englischer Lautenist und Komponist († 1617)

## Gestorben

### Todesdatum gesichert
- 00. März: Mattheus Le Maistre, franco-flämischer Komponist (* um 1505)
- 13. April: Konrad Hubert, reformierter Theologe, Kirchenlieddichter und Reformator (* 1507)
- 31. Juli: Johannes Anglicus, evangelischer Theologe und Kirchenliedkomponist (* 1502)
- 24. Dezember: Andrea Amati, italienischer Geigenbauer, Begründer der Amati-Dynastie (* um 1505)
- 31. Dezember: Jakob Meiland, deutscher Komponist (* 1542)

### Genaues Todesdatum unbekannt
- Jasper Bassano, italienischer Musiker

### Gestorben um 1577
- Giacomo Gorzanis, italienischer Komponist und Lautenist (* um 1525)

### Gestorben nach 1577
- Girolamo Cavazzoni, italienischer Organist und Komponist (* um 1520)
- François Roussel, französischer Komponist (* um 1510)